# Косака, Китаро
Китаро Косака (яп. 高坂 希太郎 Косака Китаро, род. 28 февраля 1962, Канагава) — японский режиссёр-аниматор, сценарист.

## Биография
Карьеру начал в 1979 году на студии Oh! Production. В 1986 году покинул студию, чтобы стать фрилансером, и вскоре продолжил работу над многочисленными проектами в качестве помощника режиссёра ключевой анимации для студии Studio Ghibli и знаменитого режиссёра Хаяо Миядзаки, поклонником творчества которого он является.
В 2003 году снял аниме-фильм «Насу: лето в Андалусии», посвящённый шоссейной велогонке «Вуэльта Испании», на основе манги Ио Курода «Насу», которую Хаяо Миядзаки, поклонник велоспорта, сам рекомендовал Косаке. Фильм вскоре стал первым японским аниме-фильмом, отобранным для участия в Каннском кинофестивале и получившему награду Tokyo Anime Award в номинации «лучшая OVA».
Работал над рядом других проектов для студии Madhouse, включая адаптации работ художника манги Наоки Урасавы, созданные совместно со студией, в том числе Yawara, Master Keaton и Monster, а также адаптации двух работ художественного коллектива Clamp, в том числе Clover и Double X, обе были короткометражными фильмами.
В 2018 году состоялась премьера анимационного фильма «Гостиница Окко», получившего премию Майнити в категории «Лучший анимационный фильм».